# سیرا مائسترا
سیرا مائسترا یا سیِرا ماسِرا (به اسپانیایی: Sierra Maestra) یک رشته‌کوه در کوبا، واقع در استان گرانما است. سیرا مائسترا ۱٬۹۷۴ متر بالاتر از سطح دریا واقع شده است. در سال ۱۹۵۶ چریک‌های کمونیست به رهبری فیدل کاسترو و ارنستو چه‌گوارا با حمله به پادگانی در این نقطه، جنگ چریکی بزرگی را شروع کردند و پس از پیروزی‌های پیاپی، انقلابی را در سال ۱۹۵۹، پدید آوردند.